# Hypleurochilus pseudoaequipinnis
Hypleurochilus pseudoaequipinnis är en fiskart som beskrevs av Bath, 1994. Hypleurochilus pseudoaequipinnis ingår i släktet Hypleurochilus och familjen Blenniidae. Inga underarter finns listade i Catalogue of Life.